# アポリポプロテインE
アポリポプロテインE (Apolipoprotein E、APOE) は、脂質の代謝に関与するタンパク質である。APOEは、アポリポタンパク質と呼ばれる脂質結合タンパク質のファミリーに属している。血流の中で、APOEはカイロミクロンレムナント（chylomicron remnant）、超低密度リポタンパク質（VLDL:very low density lipoprotein）、中間密度リポタンパク質（IDL:intermediate-density lipoprotein）や、いくつかの高密度リポタンパク質（HDL:hight density lipoprotein）を含むリポタンパク質粒子の一部として存在している。APOEはVLDL受容体と相互作用し、これはトリグリセリドが豊富なリポタンパク質の異化に必須である。
APOEは末梢組織では主に肝臓やマクロファージによって産生され、コレステロールの代謝を仲介する。中枢神経系ではAPOE4は主にアストロサイトによって産生され、低分子量リポタンパク質受容体ファミリーのメンバーであるAPOE受容体を介してコレステロールをニューロンに輸送する。APOEは、脳におけるコレステロールの主要な運搬役である。APOEは活性化されたC1qと複合体を形成することで、古典的補体活性化経路のチェックポイントインヒビターとして働く。
APOEはアルツハイマー病や心血管疾患にも関与している。

## 構造

### 遺伝子
APOE遺伝子は19番染色体上にあり、アポリポプロテインC1（APOC1）やアポリポプロテインC2（APOC2）遺伝子とクラスターを形成している。APOE遺伝子は4つのエクソンと3つのイントロンを持ち、全長は3597塩基対である。APOE遺伝子は、コレステロール、脂肪酸、グルコース恒常性の重要な調節因子である肝臓X受容体（liver X receptor）や、肝臓X受容体とヘテロ二量体を形成する核内受容体であるperoxisome proliferator-activated receptor γ（PPARγ）によって転写・活性化される。メラニン細胞においては、APOE遺伝子の発現は小眼球症関連転写因子（Microphthalmia-associated transcription factor、MITF）によって調節される。

### タンパク質
APOEは299アミノ酸からなり、複数の両親媒性αヘリックスを持つ。結晶構造解析によると、蝶番領域がN末端とC末端領域を接続している。N末端領域(1-167アミノ酸)は、非極性の側面がタンパク質の内側を向いた逆並行の4ヘリックスバンドルを形成する。一方、C末端ドメイン(206-299アミノ酸)は、3つのαヘリックスを持ち、これが大きな疎水性表面を形成してN末端のヘリックスバンドルと水素結合や塩橋を介して相互作用する。C末端領域は、低密度リポタンパク質受容体（low density lipoprotein receptor、LDLR）結合サイトも持つ。

### 遺伝子多型
APOE遺伝子には主に3つの対立遺伝子（ε2、ε3、ε4）がある。3種類の対立遺伝子産物は112番目と158番目のアミノ酸が1つまたは2つ違うだけだが（APOE-ε2 (cys112, cys158), APOE-ε3 (cys112, arg158), and APOE-ε4 (arg112, arg158)）、この違いによりAPOEの構造や機能も変化する。
| 遺伝子多型                | 世界における対立遺伝子頻度 | 疾患との関連 |
| ------------------------- | -------------------------- | --- |
| ε2 (rs7412-T, rs429358-T) | 8.4%                       | APOE2は細胞表面の受容体にあまり結合しないが、E3やE4はよく結合する。E2はアテローム性動脈硬化リスクの増加と低下の両方に関与している。E2をホモ接合型で持つ人は、摂食した脂質の消費が遅く、若年での心血管疾患や、遺伝的疾患であるIII型高リポタンパク血症のリスクが著しく高くなる（この疾患の患者の94.4%がE2ホモ接合型の人である）。しかし、E2ホモ接合型の人のうちこの疾患を発症するのは2%程度であるため、他の環境的または遺伝的要因（例えば食事中のコレステロールや年齢）も関係していると考えられる。E2はパーキンソン病にも関係しているが、この発見はより長期の関連研究では再現されていない。 |
| ε3 (rs7412-C, rs429358-T) | 77.9%                      | この変異体が、「自然な」APOE遺伝型だと考えられている。 |
| ε4 (rs7412-C, rs429358-C) | 13.7%                      | E4は、アテローム性動脈硬化、アルツハイマー病、認知機能障害、海馬の萎縮、ヒト免疫不全ウイルス、多発性硬化症の早期進行、外傷性脳損傷後の不利な結果、虚血性脳血管障害、睡眠時無呼吸、テロメアの短縮加速、神経突起の伸長減少、COVID-19に関与している。E2やE3と比較してE4対立遺伝子が持つ顕著な長所としては高レベルのビタミンDと正の関連があり、これがE4が多くの疾患や障害との関連が指摘されるにもかかわらず保有されている説明となるかもしれない。 |

保護的に働きうる他の遺伝子多型との相互作用など、APOEのアイソフォームについて研究しなければならないことはまだ多く、よってAPOE多型の影響について決定的な発言をする前に注意が必要である。これは、APOEアイソフォームが認知機能とアルツハイマー病の発症にどのように影響するかに関連して特に必要である。さらに、APOE遺伝子多型が若い年齢層の認知に影響を与えるという証拠は（若いAPOE4年齢層におけるエピソード記憶能力と神経効率の向上の可能性以外）なく、またAPOE4アイソフォームがいかなる感染症に対するリスクを上昇させるという証拠もない。

## 機能
APOEは、脂質や脂溶性ビタミン、コレステロールをリンパ系や血液へと輸送する。APOEは主に肝臓で合成されるが、脳や腎臓、脾臓など他の組織でも見られる。神経系では、非神経細胞であるアストロサイトやミクログリアが主にAPOEを産生する一方、ニューロンはAPOEに対する受容体を発現する。哺乳類ではこれまでに7種類のAPO受容体が同定されており、これらは進化的に保存されたLDLRファミリーに属する。
APOEは、まず始めにリポタンパク質の代謝と心血管疾患における重要性が認識された。APOEに異常が生じると、キロミクロン、VLDL、LDLの除去が障害された結果、血漿中のコレステロールとトリグリセリドが増加し、家族性異常βリポタンパク血症（別名：III型高リポタンパク血症）の原因となる。近年では、アルツハイマー病や認知機能、免疫調節など、リポタンパク質の輸送と直接は関係ない生化学的プロセスにおける役割も研究されている。
詳細なメカニズムはまだ不明だが、APOE4が機械的損傷後のカルシウムイオンの増加とアポトーシスに関与していると言われている。
免疫調節の分野では、炎症や酸化の調節に加え、T細胞の増殖抑制、マクロファージ機能の調節、CD1によるナチュラルキラーT細胞への脂質抗原提示の促進など多くの免疫プロセスにAPOEは関与している。
APOEはマクロファージによって産生され、APOEの分泌は末梢血単核細胞の単球に限定されており、その分泌は炎症性サイトカインにより抑制、TGF-βにより促進される。

## 臨床的意義

### アルツハイマー病
E4は、老年期の孤発性アルツハイマー病発症の遺伝的危険因子の中で最もよく知られているものである。
しかし、E4は全ての人々のリスクに関係している訳ではない
ナイジェリア人は世界の中でAPOE4対立遺伝子の頻度が最も高いが、
アルツハイマー病患者は稀である。これは、コレステロールレベルが低いためだと考えられる。白色人種と日本人の中でE4対立遺伝子をホモ接合型で有している人は、APOE4を持たない人と比べて75歳までにアルツハイマー病になるリスクが10～30倍高くなる。これは、アミロイドβタンパク質との相互作用が原因かもしれない。アルツハイマー病は、アミロイドβの蓄積が特徴である。アポリポプロテインEは、細胞の中や細胞の間でアミロイドβの分解を促進する。APOE4はこの分解能力が他のアイソフォームより低く、アルツハイマー病に対する脆弱性を高めている。
アルツハイマー病患者の40–65%が少なくとも1コピーのε4対立遺伝子を持つが、APOE4はアルツハイマー病の決定因子ではない。アルツハイマー病患者の少なくとも3分の1はAPOE4を持っておらず、一方APOE4 ホモ接合型だが発症しない人もいる。しかし、2つのε4対立遺伝子を持つ人は、アルツハイマー病発症のリスクが最大で20倍高くなる。
一方で、APOE2対立遺伝子はアルツハイマー病の抑制に働くかもしれないという証拠もある。したがって、最もアルツハイマー病の発症リスクが高く、年齢を低下させる遺伝型はAPOE4/4（APOE4のホモ接合型）である。
APOE3/3（APOE3のホモ接合型）という遺伝型を持つ人のアルツハイマー病発症リスクを1.0としたとき、APOE4/4という遺伝型の人のリスクは14.9となる。APOE3/4（APOE3とAPOE4のヘテロ接合型）という人は3.2で、APOE2/4という人は2.6、APOE2/3とAPOE2/2という人は共に0.6となる。
| 白人におけるAPOE対立遺伝子頻度の推測値 |      |       |       |
| 対立遺伝子                             | ε2   | ε3    | ε4    |
| 遺伝型の頻度                           | 8.4% | 77.9% | 13.7% |
| アルツハイマー病の頻度                 | 3.9% | 59.4% | 36.7% |

2002年の研究では、ApoE4はアルツハイマー病発症の可能性を著しく増加させることがわかっているが、どのAPOE対立遺伝子の組み合わせを持つ人であっても、中年期における血液中の高い総コレステロールや高血圧は独立した危険因子であり、組み合わさると老年期にアルツハイマー病を発症するリスクを3倍近くに高める。これらのデータから、血液中のコレステロールを減らすことでアルツハイマー病発症のリスクを減少させることができると考える研究者もおり、ホモ接合型でAPOE4対立遺伝子を持つ人であっても、9～10倍であるアルツハイマー病のリスクを2倍にまで減らせるとしている。ほとんどの年齢やAPOEの遺伝型で、女性は男性よりアルツハイマー病を発症しやすい。ε4対立遺伝子を持つ女性は、特に男性よりも神経機能障害になりやすい。

### サッカボールをヘディングした後の認知障害
2020年に発表された研究では、352人の成人のサッカー選手の中で、少なくとも一つのAPOEε4遺伝子を持つ人は、持たない人に比べてヘディングをした後の言語記憶の低下が見られた。

### アテローム性動脈硬化
アポリポプロテインEの遺伝子をノックアウトしたマウス（APOE−/−）は、高脂肪食を摂取した際に極度の高コレステロール血症を発症する。

### マラリア
マウスにマラリアを感染させた際に、APOE−/−ノックアウトマウスは野生型のマウスに比べて顕著な脳のマラリアの減少と生存の増加を示した。また、脳におけるT細胞も減少させるが、これは血液脳関門による保護が原因であると思われる。
人間の研究では、APOE2多型はより早期の感染と関係しており、APOE3/4多型は重度のマラリアの可能性を高める。

## 相互作用

### 相互作用経路図
以下の遺伝子、タンパク質、代謝はそれぞれの記事をリンクされている 
1. ↑  この双方向伝達経路地図はWikiPathwaysで編集できる: “Statin_Pathway_WP430”. 2014年5月7日閲覧。

## 進化
アポリポタンパク質は、哺乳類に特有のものではなく多くの陸生や海生の脊椎動物にも存在する。機能の類似したタンパク質は襟鞭毛虫でも見つかっており、全ての動物の出現以前から存在する非常に古いタンパク質であることを示唆している。APOEは、4億年前に魚類と哺乳類が分かれるより前にAPOC-I遺伝子が複製されて生じたと信じられている。
ヒトの3種類の主要な対立遺伝子であるAPOE4、APOE3、APOE2は、霊長類とヒトが分かれた約750万年前に生じた。これらの対立遺伝子は非同義置換の副産物で、機能に変化が起こった。最初に生じたのはE4である。霊長類とヒトが分かれた後で、ヒトでは4アミノ酸の置換が起こったが、そのうちの3つ（V174L, A18T, A135V）はタンパク質の機能に影響を与えなかった。4つ目の置換であるスレオニンからアルギニンへの置換はタンパク質の機能に変化を与えた。この置換は、同じ置換がデニソワ人のAPOE遺伝子にも見られることから、霊長類とヒトが分かれてからデニソワ人とヒトが分かれるまでの600万年の間のどこかで起こったとされる。
約22万年前に、APOE4遺伝子の112番目のアルギニンがシステインに置換され、これによりAPOE3対立遺伝子が生じた。最終的に、8万年前に、APOE3の158番目のアルギニンがシステインに置換され、APOE2対立遺伝子が生まれた。